# Delhi Metro Rail Corporation
La DMRC (sigla di Delhi Metro Rail Corporation Ltd.) è un'azienda indiana di tipo pubblico di proprietà del Comune di Delhi e del Governo indiano che amministra e gestisce la Metropolitana di Delhi. La DMRC è anche coinvolta nella pianificazione ed implementazione di progetti ferroviari, monorotaia e ferrovia ad alta velocità in India e all'estero. Il lavoro della DMRC è suddiviso in varie parti: Progetti, Manutenzione, Finanza, Risorse umane ecc. che sono sotto la direzione dell'Amministratore Delegato.